# Gran Premio Anact Stakes
Gran Premio Anact Stakes är ett årligt travlopp för 2-åriga varmblodiga travare som körs på Ippodromo Arcoveggio i Bologna i Italien i november och är Italiens näst största tvååringslopp. Det är ett Grupp 1-lopp, det vill säga ett lopp av högsta internationella klass. Loppet körs över 1600 meter med autostart.

## Segrare
| År   | Häst           | Efter          | Kusk               | Tränare                 | Tid    |
| ---- | -------------- | -------------- | ------------------ | ----------------------- | ------ |
| 2024 | Ginostrabliggi | Muscle Hill    | Gabriele Gelormini | Philippe Allaire        | 1.14,3 |
| 2023 | Fargo Wise As  | Walner         | Pietro Gubellini   | Fausto Barelli          | 1.13,6 |
| 2022 | Ebano d'Arc    | Bird Parker    | Andrea Guzzinati   | Laurent-Claude Abrivard | 1.14,1 |
| 2021 | Denzel Treb    | Nuncio         | Cesare Ferrantini  | Massimo Compagno        | 1.13,8 |
| 2020 | Cris Mail      | Varenne        | Gabriele Quarneti  | Gabriele Quarneti       | 1.14,7 |
| 2019 | Banderas Bi    | Ganymède       | Roberto Vecchione  | Holger Ehlert           | 1.13,4 |
| 2018 | Amancio        | Love You       | Antonio Greppi     | Afrim Shmidra           | 1.15,2 |
| 2017 | Zelante Ek     | Saxo de Vandel | Roberto Vecchione  | Holger Ehlert           | 1.14,5 |
| 2016 | Vivid Wise As  | Yankee Glide   | Marco Smorgon      | Marco Smorgon           | 1.13,0 |
| 2015 | Uno Italia     | Conway Hall    | Giampaolo Minnucci | Paolo Romanelli         | 1.14,1 |